# Baixa do Boqueirão (Santa Cruz das Flores)
A Baixa do Boqueirão é um afloramento rochoso marítimo localizado no oceano Atlântico junto à costa da ilha das Flores, no concelho de Santa Cruz das Flores. Encontra-se nas coordenadas geográficas de Latitude 39º27.72'W (39.462ºN) e de Longitude 31º07.2'N (31.12ºW).

## Descrição
A formação geológica da Baixa do Boqueirão (Santa Cruz das Flores) apresenta-se com fundos relativamente regulares formados por grandes rochas de forma plana de escoadas de lavas vulcânicas muito fluidas parcialmente recobertas por calhaus roladas e grande, media e pequena dimensão, formando assim uma zona que apesar de homogénea na globalidade apresenta uma heterogeneidade suficiente para albergar uma biodiversidade bastante variada. Nas zonas mais profundas e protegidas das correntes marítimas existem depósitos de áreas de média dimensão.
O acesso a esta formação geológica pode ser feito por terra, visto a sua proximidade com a mesma, sendo este acesso mais fácil com a praia-mar. Durante a Baixa-mar pode haver dificuldades de acesso casou existam ondulação com orientação Leste. A profundidade desta formação é bastante variada tendo em atenção as formações rochosas que lhe dão forma estando no entanto numa conta que ronda dos 11 aos 25 metros.
Este recife é utilizado para a realização de mergulho de escafandro diurno e nocturno e permite observar não só a vida marítima que a habita como um raro depósito de ossadas de baleia e de Cachalote provenientes muitas décadas de baleação e que ali foram depositados por um antiga fábrica de processamento de baleia já desactivada também há muitas décadas.

## Afaunae afloradominante
A fauna e a flora dominante desta formação geológica são a Apogon imberbis, a Stenopus spinosus, a Zonaria flava e a Lithophylum incrustans, sendo no entanto possível observar-se uma grande variedade de fauna e flora marinha em que convivem mais de 27 espécies diferente, sendo de 4.9 o Índice de Margalef de.
Foi proposto nos trabalhos de Martins & Santos (1991) e Santos (1992), medidas de protecção da biodiversidade a este ilhéu.

## Faunaefloraobservável
- Arreião (Myliobatis aquila),
- Água-viva (Pelagia noctiluca),
- Alga vermelha (Asparagopsis armata),
- Anêmona-do-mar (Alicia mirabilis),
- Alface do mar (Ulva rígida)
- Ascídia-flor (Distaplia corolla),
- Asparagopsis armata,
- Aglophenia tubulifera,
- Apogon imberbis (Apogonidae),
- Barracuda (Sphyraena),
- Boga (Boops boops),
- Bodião (labrídeos),
- Caravela-portuguesa (Physalia physalis),
- Chicharro (Trachurus picturatus).
- Estrela-do-mar (Ophidiaster ophidianus),
- Lírio (Campogramma glaycos),
- Lithophylum incrustans,
- Mero (Epinephelus itajara),
- Ouriço-do-mar-negro (Arbacia lixula),
- Peixe-cão (Bodianus scrofa),
- Peixe-porco (Balistes carolinensis),
- Peixe-balão (Sphoeroides marmoratus),
- Peixe-rei (Coris julis),
- Polvo (Octopus vulgaris),
- Pomatomus saltator,
- poliquetas (Polychaeta),
- Ratão (Taeniura grabata),
- Salmonete (Mullus surmuletus),
- Stenopus spinosus
- Trachurus picturatus.
- Zonaria flava,